# Pump Up the Volume (MARRS)
Pump Up the Volume est un morceau musical et le seul single produit par le groupe britannique MARRS. Enregistré et publié en 1987, il devient numéro un des ventes dans plusieurs pays et est généralement considéré comme une étape importante dans le développement de la house music britannique et du sampling. Le titre de la chanson est directement emprunté d'un sample de I Know You Got Soul d'Eric B. and Rakim, publié quelques mois auparavant.

## Historique

### Production
Pump Up the Volume est le produit d'une collaboration difficile entre le groupe de musique électronique Colourbox et le groupe de rock alternatif A R Kane, tous deux produits par le label britannique indépendant 4AD. Cette liaison est suggérée par le fondateur du label, Ivo Watts-Russell, après que les deux groupes lui font part indépendamment de la possibilité de publier un disque inspiré par la house music américaine, qui commence alors à avoir un impact sur les hits parades britanniques.
La collaboration ne se déroule pas comme prévu. Une fois en studio, les méthodes de travail et les personnalités des deux groupes ne s'accordent pas. Le producteur John Fryer se retrouve au centre et incapable de résoudre les conflits. Ainsi, au lieu de travailler ensemble, les deux groupes finissent par enregistrer chacun une piste avant de la passer à l'autre pour d'éventuels retours. Colourbox crée Pump Up the Volume, une piste quasi-instrumentale dominée par les percussions et caractérisée par un sample d'Eric B. and Rakim qui lui donne son nom, tandis qu'A R Kane écrit Anitina (The First Time I See She Dance) dans un autre studio. Colourbox ajoute ensuite une boîte à rythmes et des effets sur Anitina, et A R Kane overdubbe quelques guitares aditionnelles sur Pump Up the Volume. Pour finir, les DJs Chris "C.J." Macintosh et Dave Dorrell ajoutent des samples et des effets de scratch.

### Édition
Les deux pistes sont publiées pour les clubs britanniques en juillet 1987 sur un White label anonyme et sans crédit d'auteur. Pump Up the Volume se révèle le côté le plus populaire et devient ainsi la piste la plus mise en avant. 4AD sort un single 12" (officiellement une double face A) le 24 août 1987. Elle entre dans le UK Singles Chart la semaine suivante à la 35e place, une performance remarquable pour un groupe inconnu, particulièrement sur 12". Toutefois, l'argument commercial majeur est donné par le remix qui sort une semaine plus tard. Ce remix ajoute de nombreux samples, comme des extraits de Public Enemy, Criminal Element Orchestra et The Bar-Kays. Au bout du compte, cette version remixée devient la version la plus connue du morceau : c'est celle-ci, et non l'originale, qui est éditée pour produire la version 7" destinée aux radios.

### Problèmes juridiques
Tandis que le disque monte dans les hits parades, le single rencontre des problèmes juridiques. Pump Up the Volume étant numéro deux, les producteurs Stock Aitken Waterman obtiennent une injonction contre le titre, objectant de l'utilisation d'un sample de leur single Roadblock. La distribution est suspendue plusieurs jours pendant que des négociations se mettent en place, qui garantissent la suppression du sample incriminé pour les éditions en dehors du Royaume-Uni.
Le sample en question consiste en 7 secondes d'une voix anonyme gémissant le mot « hey » ; selon Dave Dorrell, Stock, Aitken et Waterman n'auraient probablement jamais remarqué le sample, fortement déformé, s'il ne s'en était pas vanté lors d'une interview à la radio. Pete Waterman, du groupe de producteurs Stock, Aitken et Waterman, écrit toutefois une lettre ouverte à la presse musicale qualifiant le procédé de « vol total ». Certaines publications font alors remarquer que Waterman utilise une ligne de basse provenant de la chanson Trapped de Colonel Abrams sur leur chanson Never Gonna Give You Up de Rick Astley, en concurrence avec Pump Up the Volume dans les hits parades.
Malgré ces déboires, Pump Up the Volume passe deux semaines en tant que numéro un en octobre 1987 et rencontre le succès dans plusieurs autres pays, étant considérablement diffusé à la radio en Amérique, en Australie et en Europe.

### Postérité
Pump Up the Volume est l'un des premiers succès de house music britannique et marque un tournant dans la popularité du genre. Paid in Full d'Eric B. and Rakim, publié avant la piste de M|A|R|R|S, atteint les vingt meilleures places du top britannique en novembre. Si les deux singles empruntent énormément à Say Kids What Time Is It?, titre de Coldcut entièrement basé sur le sampling et ayant rencontré le succès au début de l'année 1987, Pump Up the Volume semble tout d'abord prendre l'industrie musicale au dépourvu. La première vague importante de house music britannique ne se produit pas avant février 1988, quatre mois après le succès de Pump Up the Volume.
Parmi les titres influencés par M|A|R|R|S, on trouve Beat Dis de Bomb the Bass, Theme from S'Express de S'Express et Doctorin' the House de Coldcut. À leur tour, ils influencent de nombreux imitateurs en Europe et aux États-Unis. L'usage intensif de samples s'éteint cependant rapidement, en partie des suites de contentieux pour l'usage non autorisé de samples. Les goûts changent également, les hits parades commençant à être dominés par l'acid house.
M|A|R|R|S ne retourne jamais en studio. Dans des interviews, les membres d'A R Kane se déclarent fiers d'avoir fait partie de M|A|R|R|S, mais n'éprouvent aucun désir de répéter l'expérience. Colourbox tente de continuer à utiliser le nom M|A|R|R|S, mais n'est pas disposé à payer les 100 000 £ qu'A R Kane revendique pour leur en laisser les droits exclusifs.

## Samples
Le tableau suivant recense les samples utilisés dans Pump Up the Volume, ainsi que les versions dans lesquelles ils apparaissent. En effet, du fait de l'histoire judiciaire du morceau, les samples utilisés dans les différentes versions peuvent varier.
| Piste                                                                   | Origine                                                    | Sample                                                                                            | Version originale UK | Version USA / Remix 12" | Radio edit UK | Radio edit USA | Version Bonus Beats |
| ----------------------------------------------------------------------- | ---------------------------------------------------------- | ------------------------------------------------------------------------------------------------- | -------------------- | ----------------------- | ------------- | -------------- | ------------------- |
| Afrika Bambaataa et James Brown, Unity (Part Three - Nuclear Wildstyle) | Unity, 1984 (12")                                          | Sample vocal (« Ah… »)                                                                            | ✓                    | ✓                       | ✓             | ✓              | ✗                   |
| The Bar-Kays, Holy Ghost                                                | Holy Ghost, 1978 (12")                                     | Percussions et Moog                                                                               | ✓                    | ✓                       | ✓             | ✓              | ✓                   |
| James Brown, Super Bad (Part One)                                       | Super Bad, 1970 (12")                                      | Sample vocal (« Watch me »)                                                                       | ✗                    | ✗                       | ✓             | ✗              | ✗                   |
| Tom Browne, Funkin' for Jamaica (N.Y.)                                  | Love Approach, 1980 (LP)                                   | Trompette                                                                                         | ✓                    | ✓                       | ✓             | ✓              | ✗                   |
| Bobby Byrd, Hot Pants - I'm Coming, I'm Coming, I'm Coming              | Hot Pants - I'm Coming, I'm Coming, I'm Coming, 1972 (7")  | Percussions                                                                                       | ✓                    | ✓                       | ✓             | ✓              | ✓                   |
| Choice M.C.'s and Fresh Gordon, Gordy's Groove                          | Beat of the Street, 1985 (12")                             | Sample vocal (« Oh yeah »)                                                                        | ✗                    | ✓                       | ✗             | ✗              | ✓                   |
| Criminal Element Orchestra, Put the Needle to the Record                | Put the Needle to the Record, 1987 (12")                   | Sample vocal (« Put the needle on the record when the drum beats go like this »)                  | ✓                    | ✓                       | ✓             | ✓              | ✗                   |
| Eric B. and Rakim, I Know You Got Soul (acapella version)               | I Know You Got Soul, 1987 (12")                            | Sample vocal (« Pump up the volume, dance »)                                                      | ✓                    | ✓                       | ✓             | ✓              | ✗                   |
| Fab 5 Freddy et Beeside, Change le beat                                 | Street Music Material, 1984 (LP)                           | Bip et sample vocal déformé (« Ah »)                                                              | ✓                    | ✓                       | ✓             | ✓              | ✓                   |
| D.ST and Jalal Mansur Nuriddin, Mean Machine                            | Mean Machine, 1984 (12")                                   | Chant                                                                                             | ✓                    | ✗                       | ✓             | ✗              | ✗                   |
| Graham Central Station, The Jam                                         | Ain't No 'Bout-a'Doubt It, 1975 (LP)                       | Percussions et samples vocaux répétés (« Hu, ha »)                                                | ✓                    | ✓                       | ✓             | ✓              | ✓                   |
| Jimmy Castor Bunch, It's Just Begun                                     | It's Just Begun, 1972 (LP)                                 | Sample vocal (« It's just begun »)                                                                | ✓                    | ✓                       | ✓             | ✓              | ✗                   |
| Kool & The Gang, Jungle Jazz                                            | Spirit of the Boogie, 1975 (LP)                            | Percussions                                                                                       | ✓                    | ✓                       | ✓             | ✓              | ✗                   |
| George Kranz, Din Daa Daa (Trommeltanz)                                 | Din Daa Daa, 1983 (12")                                    | Sample vocal (« Din daa daa… »)                                                                   | ✗                    | ✓                       | ✗             | ✗              | ✗                   |
| Lovebug Starski and The Harlem World Crew, Positive Life                | Positive Life, 1981 (12")                                  | Sample vocal (« That's right, dude, this gotta be the greatest record of the year/Check it out ») | ✓                    | ✗                       | ✓             | ✗              | ✗                   |
| Bande-annonce pour Mars Needs Women                                     | Mars Needs Women, 1968 (film)                              | Sample vocal (« Mars needs women »)                                                               | ✗                    | ✓                       | ✗             | ✗              | ✓                   |
| Montana Sextet, Who Needs Enemies (With a Friend Like You)              | Who Needs Enemies (With a Friend Like You), 1983 (LP)      | Voix                                                                                              | ✓                    | ✗                       | ✗             | ✗              | ✗                   |
| Nuance, Loveride                                                        | Stop, Dance, Rap, Romance, 1985 (LP)                       | Sample vocal (« Oh »)                                                                             | ✗                    | ✓                       | ✗             | ✓              | ✗                   |
| Original Concept, Pump That Bass                                        | Bite'n My Stylee, 1986 (12")                               | Sample vocal (« Pump that bass »)                                                                 | ✓                    | ✓                       | ✓             | ✓              | ✗                   |
| Pleasure, "Celebrate the Good Things"                                   | Get to the Feeling, 1978 (LP)                              | Cor                                                                                               | ✓                    | ✓                       | ✓             | ✓              | ✗                   |
| Pressure Drop, Rock the House (You'll Never Be)                         | Rock the House (You'll Never Be), 1983 (12")               | Sample vocal (« Rock the house »)                                                                 | ✓                    | ✓                       | ✗             | ✗              | ✗                   |
| Public Enemy, You're Gonna Get Yours (My 98 Oldsmobile)                 | Yo! Bum Rush the Show, 1987 (LP)                           | Sample vocal (« You're gonna get yours »)                                                         | ✓                    | ✓                       | ✓             | ✓              | ✗                   |
| Run–D.M.C., Here We Go (Live at the Funhouse)                           | Here We Go, 1985 (12")                                     | Sample vocal (« Aw, yeah »)                                                                       | ✓                    | ✓                       | ✗             | ✗              | ✗                   |
| The Soul Children, I Don't Know What This World Is Coming To            | Wattstax: The Living Word, 1972 (LP)                       | Sample vocal (« Brothers and sisters »)                                                           | ✓                    | ✓                       | ✓             | ✓              | ✗                   |
| Stock Aitken Waterman, Roadblock (7" version)                           | Roadblock, 1986 (12")                                      | Sample vocal (« Hey ») par Chyna (Coral Gordon) et saxophone par Gary Barnacle)                   | ✓                    | ✗                       | ✗             | ✗              | ✗                   |
| Trouble Funk, Pump Me Up                                                | Drop the Bomb, 1982 (LP)                                   | Sample vocal (« Pump-pump me up »)                                                                | ✓                    | ✓                       | ✓             | ✓              | ✗                   |
| Fred Wesley and The J.B.'s, Introduction to the J.B.'s                  | Doing It to Death, 1973 (LP)                               | Sample vocal (« Without no doubt »)                                                               | ✓                    | ✗                       | ✓             | ✗              | ✗                   |
| Fred Wesley and The J.B.'s, More Peas                                   | Doing It to Death, 1973 (LP)                               | Sample vocal (« Yeah, yeah »)                                                                     | ✓                    | ✓                       | ✓             | ✓              | ✗                   |
| Whistle, (Nothing Serious) Just Buggin'                                 | Whistle, 1986 (LP)                                         | Sifflement                                                                                        | ✓                    | ✗                       | ✗             | ✗              | ✗                   |
| Dunya Yusin, Abu Zeluf                                                  | Music in the World of Islam, 1: The Human Voice, 1976 (LP) | Voix                                                                                              | ✓                    | ✓                       | ✓             | ✓              | ✓                   |

https://www.samples.fr/les-16-samples-de-pump-up-the-volume/

## Pistes

### 4AD
Le label britannique 4AD édite Pump Up the Volume pour le Royaume-Uni et le reste du monde, à l'exception des États-Unis.
| Single 12" (BAD 707) | Single 12" (BAD 707)                     | Single 12" (BAD 707) | Single 12" (BAD 707) | Single 12" (BAD 707) | Single 12" (BAD 707) | Single 12" (BAD 707) | Single 12" (BAD 707) | Single 12" (BAD 707) | Single 12" (BAD 707) |
| No                   | Titre                                    | Durée                |                      |                      |                      |                      |                      |                      |                      |
| -------------------- | ---------------------------------------- | -------------------- | -------------------- | -------------------- | -------------------- | -------------------- | -------------------- | -------------------- | -------------------- |
| 1.                   | Pump Up the Volume                       | 5:08                 |                      |                      |                      |                      |                      |                      |                      |
| 2.                   | Anitina (The First Time I See She Dance) | 6:38                 |                      |                      |                      |                      |                      |                      |                      |
| 11:46                |                                          |                      |                      |                      |                      |                      |                      |                      |                      |

| Single 12" Remix (BAD 707R) | Single 12" Remix (BAD 707R)                      | Single 12" Remix (BAD 707R) | Single 12" Remix (BAD 707R) | Single 12" Remix (BAD 707R) | Single 12" Remix (BAD 707R) | Single 12" Remix (BAD 707R) | Single 12" Remix (BAD 707R) | Single 12" Remix (BAD 707R) | Single 12" Remix (BAD 707R) |
| No                          | Titre                                            | Durée                       |                             |                             |                             |                             |                             |                             |                             |
| --------------------------- | ------------------------------------------------ | --------------------------- | --------------------------- | --------------------------- | --------------------------- | --------------------------- | --------------------------- | --------------------------- | --------------------------- |
| 1.                          | Pump Up the Volume (Remix)                       | 6:28                        |                             |                             |                             |                             |                             |                             |                             |
| 2.                          | Anitina (The First Time I See She Dance) (Remix) | 7:29                        |                             |                             |                             |                             |                             |                             |                             |
| 13:57                       |                                                  |                             |                             |                             |                             |                             |                             |                             |                             |

| Single 7" (AD 707) | Single 7" (AD 707)                                    | Single 7" (AD 707) | Single 7" (AD 707) | Single 7" (AD 707) | Single 7" (AD 707) | Single 7" (AD 707) | Single 7" (AD 707) | Single 7" (AD 707) | Single 7" (AD 707) |
| No                 | Titre                                                 | Durée              |                    |                    |                    |                    |                    |                    |                    |
| ------------------ | ----------------------------------------------------- | ------------------ | ------------------ | ------------------ | ------------------ | ------------------ | ------------------ | ------------------ | ------------------ |
| 1.                 | Pump Up the Volume (Radio edit)                       | 4:08               |                    |                    |                    |                    |                    |                    |                    |
| 2.                 | Anitina (The First Time I See She Dance) (7" version) | 5:02               |                    |                    |                    |                    |                    |                    |                    |
| 09:10              |                                                       |                    |                    |                    |                    |                    |                    |                    |                    |

| Maxi single CD (BAD 707 CD) | Maxi single CD (BAD 707 CD)                      | Maxi single CD (BAD 707 CD) | Maxi single CD (BAD 707 CD) | Maxi single CD (BAD 707 CD) | Maxi single CD (BAD 707 CD) | Maxi single CD (BAD 707 CD) | Maxi single CD (BAD 707 CD) | Maxi single CD (BAD 707 CD) | Maxi single CD (BAD 707 CD) |
| No                          | Titre                                            | Durée                       |                             |                             |                             |                             |                             |                             |                             |
| --------------------------- | ------------------------------------------------ | --------------------------- | --------------------------- | --------------------------- | --------------------------- | --------------------------- | --------------------------- | --------------------------- | --------------------------- |
| 1.                          | Pump Up the Volume (Re-Mix)                      | 6:27                        |                             |                             |                             |                             |                             |                             |                             |
| 2.                          | Pump Up the Volume                               | 5:07                        |                             |                             |                             |                             |                             |                             |                             |
| 3.                          | Anitina (The First Time I See She Dance)         | 6:39                        |                             |                             |                             |                             |                             |                             |                             |
| 4.                          | Anitina (The First Time I See She Dance) (Remix) | 7:40                        |                             |                             |                             |                             |                             |                             |                             |
| 25:53                       |                                                  |                             |                             |                             |                             |                             |                             |                             |                             |

| Maxi single CD États-Unis (AD 707 CD) | Maxi single CD États-Unis (AD 707 CD)    | Maxi single CD États-Unis (AD 707 CD) | Maxi single CD États-Unis (AD 707 CD) | Maxi single CD États-Unis (AD 707 CD) | Maxi single CD États-Unis (AD 707 CD) | Maxi single CD États-Unis (AD 707 CD) | Maxi single CD États-Unis (AD 707 CD) | Maxi single CD États-Unis (AD 707 CD) | Maxi single CD États-Unis (AD 707 CD) |
| No                                    | Titre                                    | Durée                                 |                                       |                                       |                                       |                                       |                                       |                                       |                                       |
| ------------------------------------- | ---------------------------------------- | ------------------------------------- | ------------------------------------- | ------------------------------------- | ------------------------------------- | ------------------------------------- | ------------------------------------- | ------------------------------------- | ------------------------------------- |
| 1.                                    | Pump Up the Volume (Radio edit)          | 4:07                                  |                                       |                                       |                                       |                                       |                                       |                                       |                                       |
| 2.                                    | Pump Up the Volume                       | 7:10                                  |                                       |                                       |                                       |                                       |                                       |                                       |                                       |
| 3.                                    | Anitina (The First Time I See She Dance) | 6:39                                  |                                       |                                       |                                       |                                       |                                       |                                       |                                       |
| 4.                                    | Pump Up the Volume (Bonus Beats)         | 4:47                                  |                                       |                                       |                                       |                                       |                                       |                                       |                                       |
| 5.                                    | Pump Up the Volume (Instrumental)        | 5:07                                  |                                       |                                       |                                       |                                       |                                       |                                       |                                       |
| 27:50                                 |                                          |                                       |                                       |                                       |                                       |                                       |                                       |                                       |                                       |

### 4th & B'way
Le label 4th & B'way Records édite Pump Up the Volume aux États-Unis.
| Single 12" États-Unis | Single 12" États-Unis                    | Single 12" États-Unis | Single 12" États-Unis | Single 12" États-Unis | Single 12" États-Unis | Single 12" États-Unis | Single 12" États-Unis | Single 12" États-Unis | Single 12" États-Unis |
| No                    | Titre                                    | Durée                 |                       |                       |                       |                       |                       |                       |                       |
| --------------------- | ---------------------------------------- | --------------------- | --------------------- | --------------------- | --------------------- | --------------------- | --------------------- | --------------------- | --------------------- |
| 1.                    | Pump Up the Volume                       | 7:10                  |                       |                       |                       |                       |                       |                       |                       |
| 2.                    | Pump Up the Volume (Bonus Beats)         | 4:49                  |                       |                       |                       |                       |                       |                       |                       |
| 3.                    | Pump Up the Volume (Instrumental)        | 5:04                  |                       |                       |                       |                       |                       |                       |                       |
| 4.                    | Anitina (The First Time I See She Dance) | 4:20                  |                       |                       |                       |                       |                       |                       |                       |
| 21:23                 |                                          |                       |                       |                       |                       |                       |                       |                       |                       |

| Maxi single 12" États-Unis | Maxi single 12" États-Unis               | Maxi single 12" États-Unis | Maxi single 12" États-Unis | Maxi single 12" États-Unis | Maxi single 12" États-Unis | Maxi single 12" États-Unis | Maxi single 12" États-Unis | Maxi single 12" États-Unis | Maxi single 12" États-Unis |
| No                         | Titre                                    | Durée                      |                            |                            |                            |                            |                            |                            |                            |
| -------------------------- | ---------------------------------------- | -------------------------- | -------------------------- | -------------------------- | -------------------------- | -------------------------- | -------------------------- | -------------------------- | -------------------------- |
| 1.                         | Pump Up the Volume                       | 7:10                       |                            |                            |                            |                            |                            |                            |                            |
| 2.                         | Pump Up the Volume (Bonus Beats)         | 4:49                       |                            |                            |                            |                            |                            |                            |                            |
| 3.                         | Pump Up the Volume (Instrumental)        | 5:04                       |                            |                            |                            |                            |                            |                            |                            |
| 4.                         | Pump Up the Volume (Radio edit)          | 4:06                       |                            |                            |                            |                            |                            |                            |                            |
| 5.                         | Anitina (The First Time I See She Dance) | 4:20                       |                            |                            |                            |                            |                            |                            |                            |
| 25:29                      |                                          |                            |                            |                            |                            |                            |                            |                            |                            |

| Cassette États-Unis | Cassette États-Unis                      | Cassette États-Unis | Cassette États-Unis | Cassette États-Unis | Cassette États-Unis | Cassette États-Unis | Cassette États-Unis | Cassette États-Unis | Cassette États-Unis |
| No                  | Titre                                    | Durée               |                     |                     |                     |                     |                     |                     |                     |
| ------------------- | ---------------------------------------- | ------------------- | ------------------- | ------------------- | ------------------- | ------------------- | ------------------- | ------------------- | ------------------- |
| 1.                  | Pump Up the Volume                       | 7:10                |                     |                     |                     |                     |                     |                     |                     |
| 2.                  | Pump Up the Volume (Bonus Beats)         | 4:49                |                     |                     |                     |                     |                     |                     |                     |
| 3.                  | Pump Up the Volume (Instrumental)        | 5:04                |                     |                     |                     |                     |                     |                     |                     |
| 4.                  | Pump Up the Volume (Radio edit)          | 4:06                |                     |                     |                     |                     |                     |                     |                     |
| 5.                  | Anitina (The First Time I See She Dance) | 4:20                |                     |                     |                     |                     |                     |                     |                     |
| 25:29               |                                          |                     |                     |                     |                     |                     |                     |                     |                     |

### Les Feux de la nuit
Une version alternative est utilisée pour le film Les Feux de la nuit (Bright Lights, Big City) en 1988. Elle utilise une voix féminine en intro disant : « Yo all you homeboys out in Bronx, this one's for you ».
Cette version figure sur la bande originale du film :
| 10. | Pump Up the Volume (U.S. Radio Edit) | 4:08 |

## Classements et certifications
| Classement (1987–1988)                          | Meilleure position |
| ----------------------------------------------- | ------------------ |
| Allemagne (Media Control AG)                    | 2                  |
| Australie (Kent Music Report)                   | 6                  |
| Autriche (Ö3 Austria Top 40)                    | 4                  |
| Belgique (Flandre Ultratop 50 Singles)          | 4                  |
| Belgique (Flandre VRT Top 30)                   | 1                  |
| Canada (100 Singles)                            | 1                  |
| Espagne (AFYVE)                                 | 6                  |
| États-Unis (Billboard Hot 100)                  | 13                 |
| États-Unis (Cash Box)                           | 15                 |
| États-Unis (Hot Black Singles)                  | 8                  |
| États-Unis (Hot Dance Club Play)                | 1                  |
| États-Unis (Hot Dance Music/Maxi-Singles Sales) | 2                  |
| France (SNEP)                                   | 9                  |
| Irlande (IRMA)                                  | 5                  |
| Italie (FIMI)                                   | 1                  |
| Nouvelle-Zélande (RMNZ)                         | 1                  |
| Pays-Bas (Nederlandse Top 40)                   | 1                  |
| Pays-Bas (Single Top 100)                       | 2                  |
| Royaume-Uni (UK Singles Chart)                  | 1                  |
| Suède (Sverigetopplistan)                       | 14                 |
| Suisse (Schweizer Hitparade)                    | 3                  |

| Classement (1987)              | Position |
| ------------------------------ | -------- |
| Belgique (Flandre Ultratop 50) | 22       |
| Pays-Bas (Nederlandse Top 40)  | 10       |
| Pays-Bas (Single Top 100)      | 19       |

| Classement (1988) | Position |
| ----------------- | -------- |
| Australie (ARIA)  | 45       |
| Italie (FIMI)     | 5        |

| Pays        | Certification | Date             | Ventes  |
| ----------- | ------------- | ---------------- | ------- |
| Canada      | Platine       | 18 mars 1988     | 10 000  |
| États-Unis  | Or            | 8 avril 1988     | 500 000 |
| Royaume-Uni | Argent        | 1er octobre 1987 | 200 000 |